# Satellite (píseň)
Sattelite je popová píseň německé zpěvačky Lena Meyer-Landrut, která s touto písní vyhrála Eurovision Song Contest 2010. Napsal ji Julie Frost a John Gordon. Pochází z jejího debutového alba My Cassette Player.

## Hitparáda
| Země           | Umístění |
| -------------- | -------- |
| Evropa         | 1        |
| Rakousko       | 2        |
| Švýcarsko      | 1        |
| Česko          | 56       |
| Německo        | 1        |
| Velká Británie | 30       |
| Irsko          | 2        |
| Dánsko         | 1        |

| "Alors on danse" od Stromae Wavin' Flag" od K'naan | Německé #1 hity 23. března ~ 29. dubna 2010 11. června ~ 17. června 2010 | "Don't Believe" od Mehrzad Marashi Wavin' Flag" od K'naan |